# Gustav Hilger
Gustav Hilger, född den 10 september 1886 i Moskva, död den 27 juli 1965 i München, var en tysk diplomat. 
Efter Rapallofördraget år 1922 knöts Hilger till den tyska ambassaden i Moskva, vid vilken han tjänstgjorde i nära två decennier. Han var den tyske utrikesministern Joachim von Ribbentrops tolk vid förhandlingarna som ledde fram till Molotov–Ribbentrop-pakten den 23 augusti 1939.
Den 22 juni 1941 inleddes Operation Barbarossa, Tysklands anfall på den forna bundsförvanten Sovjetunionen. I juli 1942 blev den sovjetiska generalen Andrej Vlasov tysk krigsfånge. Vlasov bytte sida och fick år 1944 befäl över Ryska befrielsearmén. Hilger stödde Vlasovs uppmaning till Hitler att rekrytera ryska antikommunister till Wehrmacht; Vlasov ansåg, att detta var avgörande för andra världskrigets utgång. Hitler tillbakavisade dock detta förslag på grund av sitt förakt för slaver.
År 1950 rekryterades Hilger av CIA.

### Webbkällor
- Wolfe, Robert. ”Gustav Hilger: From Hitler's Foreign Office to CIA Consulant” (på engelska) ( PDF). Federation of American Scientists. Arkiverad från originalet den 4 september 2012. https://www.webcitation.org/6AQc3Jgpj?url=http://www.fas.org/sgp/eprint/wolfe.pdf. Läst 4 september 2012.